# سلرز ۱۷۰۷۸
سیارک ۱۷۰۷۸ (به انگلیسی: 17078 Sellers، نامگذاری:1999HD3) هفده هزار و هفتاد و هشتمین سیارک کشف شده‌است که در ۲۴ آوریل ۱۹۹۹ کشف شد.
قدر مطلق سیارک برابر ۱۴٫۳۰ است.